# Arthrocnodax jaapi
Arthrocnodax jaapi är en tvåvingeart som beskrevs av Rubsaamen 1921. Arthrocnodax jaapi ingår i släktet Arthrocnodax och familjen gallmyggor.
Artens utbredningsområde är Tyskland. Inga underarter finns listade i Catalogue of Life.